# Kleine Grannen-Segge
Die Kleine Grannen-Segge (Carex microglochin), auch Kleingrannige Segge genannt, ist eine Pflanzenart aus der Gattung Seggen (Carex) innerhalb der Familie der Sauergrasgewächse (Cyperaceae). Sie ist auf der Nordhalbkugel in Eurasien und Nordamerika verbreitet.

## Beschreibung

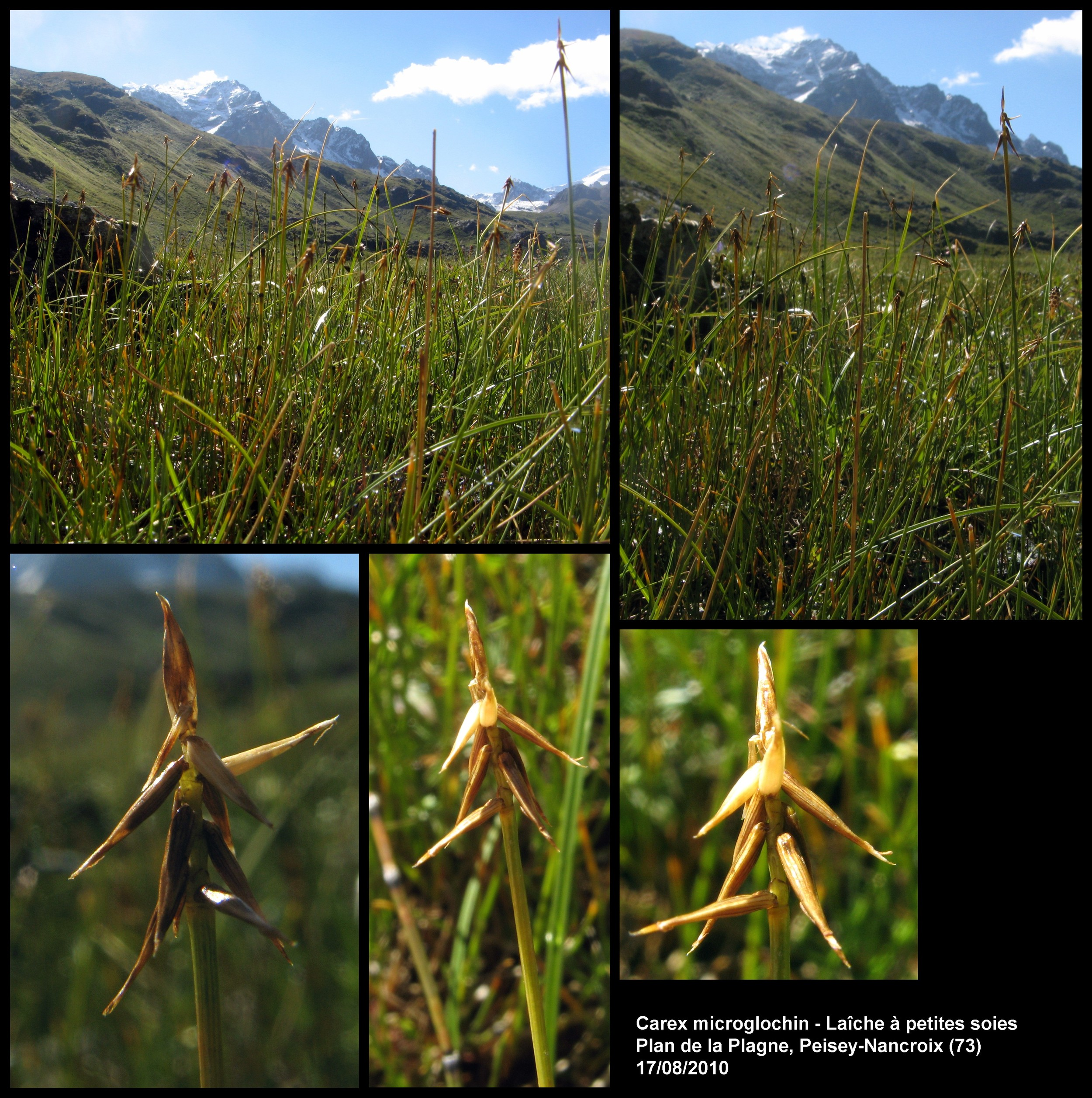
Mehrere Ansichten

### Vegetative Merkmale
Die Kleine Grannen-Segge wächst als ausdauernde krautige Pflanze und erreicht Wuchshöhen von 5 bis 25 Zentimetern. Aus ihrem Rhizom treiben unterirdische Ausläufer aus. Der aufrechte Stängel ist glatt, bei einem Durchmesser von weniger als 1 Millimeter rundlich oder stumpf dreikantig. Die Blattspreiten sind mit einer Breite von etwa 0,5 Millimetern relativ schmal und borstenförmig und nur ein Viertel bis halb so lang wie der Stängel.

### Generative Merkmale
Die Blütezeit reicht von Mai bis Juli. Als Blütenstand trägt die Kleine Grannen-Segge nur eine einzige Ähre, die 8 bis 15 Millimeter lang ist. Im unteren Teil enthält die Ähre 3 bis 17 weibliche Blüten, darüber fünf bis sechs männliche Blüten. Die Spelzen sind dunkel-braun mit weißen Hautrand und grünem Mittelnerven. Die weiblichen Spelzen sind eiförmig, stumpf und fallen vor den Schläuchen ab; die männlichen Spelzen sind länglich und spitz. Die Schläuche sind bei einer Länge von 4 bis 6 Millimetern schmal-kegelförmig, allmählich lang geschnäbelt, hell-grün und zuletzt herabgeschlagen. Die Achsenspitze ragt um 1 bis 2 Millimeter aus dem Fruchtschlauch heraus, das Kennzeichen dieser Art.
Die Chromosomenzahl beträgt 2n = 48 oder 58.

## Vorkommen
Das Verbreitungsgebiet der Kleinen Grannen-Segge reicht von Nordeuropa und den Alpen und Karpaten bis zum Kaukasusraum, Sibirien, Zentralasien, China nach Grönland und Nordamerika. Sie kommt auch von Ecuador bis ins südliche Südamerika vor. Das Hauptverbreitungsgebiet der Kleinen Grannen-Segge in Europa liegt in Skandinavien (südlich bis 60° nördlicher Breite), in Island und in Schottland. Die Kleine Grannen-Segge ist in Deutschland, Polen und im Baltikum ausgestorben.
In Mitteleuropa ist die Kleine Grannen-Segge sehr selten und schon seit langer Zeit im Rückgang begriffen, sie ist hier ein Eiszeitrelikt. Die mitteleuropäischen Standorte der Kleinen Grannen-Segge beschränkten sich im Wesentlichen auf das Alpenvorland und die Kantone Unterwalden, Appenzell, Wallis und Graubünden. Die Kleine Grannen-Segge ist zum Teil schon im 19. Jahrhundert zurückgegangen. In Deutschland kommt sie anscheinend seit dem Zweiten Weltkrieg nicht mehr vor. Im Wallis, in Graubünden, in Savoyen, in Südtirol und im Tessin kommt sie wohl noch vereinzelt vor.
Sie kommt in Flachmooren und Quellmooren, auch auf Kiesbänken von Bächen vor. Sie steigt in den Alpen am Fimberpass in Graubünden bis in Höhenlagen von 2700 Metern. Sie ist eine Charakterart des Verbands Caricion bicoloris-atrofuscae.
Die Kleine Grannen-Segge wächst auf basenreichen, meist kalkhaltigen, durchrieselten, sickernassen, lockeren, tonig-sandigen, torfigen Böden; sie am häufigsten auf Sand oder sandigen Tonen als Untergrund zu finden.
Die ökologischen Zeigerwerte nach Landolt et al. 2010 sind in der Schweiz: Feuchtezahl F = 4fw (sehr feucht, Feuchtigkeit mäßig wechselnd, im Bereich von fließendem Bodenwasser), Lichtzahl L = 5 (sehr hell), Reaktionszahl R = 4 (neutral bis basisch), Temperaturzahl T = 1+ (unter-subalpin, supra-subalpin und ober-subalpin), Nährstoffzahl N = 1 (sehr nährstoffarm), Kontinentalitätszahl K = 4 (subkontinental).

## Taxonomie
Die Erstveröffentlichung von Carex microglochin erfolgte 1803 durch Göran Wahlenberg in Kongl. Vetenskaps Academiens Nya Handlingar, n.S., Band 24, S. 140. Das Artepitheton microglochin bedeutet „kleine Spitze“ und bezieht sich auf den Achsenfortsatz, der vorn aus dem Fruchtschlauch hervorragt.